# 第15回全日本女子サッカー選手権大会
第15回全日本女子サッカー選手権大会（だい15かいぜんにほんじょしさっかーせんしゅけんたいかい）は、1994年3月22日から3月27日に行われた全日本女子選手権大会。日本女子サッカーリーグ(JLSL)参加10チームを含む20チームにより神奈川県2会場、東京都3会場で実施。準決勝と決勝を国立西が丘サッカー場で開催した。
JLSLでは下位に低迷した松下電器レディースサッカークラブ・バンビーナとJLSLチャレンジリーグから昇格したシロキFCセレーナが準決勝まで進出して3位になり、プリマハムFCくノ一が初めて決勝に進出する健闘を見せたが、読売日本サッカークラブ女子ベレーザが第10回大会以来となる3度目の優勝を果たした。

## 成績
- 優勝：読売サッカークラブ女子ベレーザ
- 準優勝：プリマハムFCくノ一
- 第3位：松下電器レディースサッカークラブ・バンビーナ、シロキFCセレーナ

## 出場チーム

### 日本女子サッカーリーグ
（第5回JLSL総合成績順）
- 読売日本サッカークラブ女子ベレーザ
- 鈴与清水FCラブリーレディース
- 日興證券ドリームレディース
- 日産FCレディース
- シロキFCセレーナ
- プリマハムFCくノ一
- 旭国際バニーズ
- TOKYO SHiDAX LSC（←新光精工FCクレール）
- 松下電器レディースサッカークラブ・バンビーナ
- フジタ天台SCマーキュリー

### 北海道地域
- 札幌第一アヅール

### 東北地域
- 石巻市立女子商業高等学校

### 関東地域
- 日本体育大学女子サッカー部
- 浦和本太レディースFC

### 北信越地域
- 苗代レディースFC

### 東海地域
- 清水第八スポーツクラブ

### 関西地域
- 田崎ペルーレFC（←田崎神戸レディース）

### 中国地域
- 広島県立廿日市高等学校

### 四国地域
- 太田ギャル

### 九州地域
- 熊本県立大津高等学校

## 開催方式

### 試合規定
- 試合時間:80分（40分ハーフ）
  - 規定時間内に決しない場合はPK戦。ただし準決勝以後は20分（10分ハーフ）の延長戦を行い、決しない場合はPK戦。
- 選手交代:2名まで

### 試合会場
1回戦
- 稲城中央公園総合グラウンド
- 相模原NCR技術研究所グラウンド（現青山学院大学緑が丘グラウンド）

2回戦
- 町田市立野津田公園陸上競技場
- 稲城中央公園総合グラウンド
- 厚木市荻野運動公園競技場
- NCR技術研究所グラウンド

準々決勝
- 町田市立野津田公園陸上競技場
- 厚木市荻野運動公園競技場

準決勝・決勝
- 国立西が丘サッカー場

## 結果

### 1回戦
| 1994年3月22日 14:00 |

| 太田ギャル | 1 - 2 | フジタ天台SCマーキュリー |
|            |       |                          |

| 稲城中央公園総合グラウンド |

| 1994年3月22日 12:00 |

| 浦和本太レディースFC | 6 - 1 | 石巻市立女子商業高等学校 |
|                      |       |                          |

| 稲城中央公園総合グラウンド |

| 1994年3月22日 12:00 |

| 札幌第一アヅール | 0 - 4 | 清水第八スポーツクラブ |
|                  |       |                        |

| 相模原･NCR技術研究所グラウンド |

| 1994年3月22日 14:00 |

| 松下電器レディースサッカークラブ バンビーナ | 10 - 0 | 熊本県立大津高等学校 |
|                                             |        |                      |

| 相模原･NCR技術研究所グラウンド |

### 2回戦
| 1994年3月23日 14:00 |

| 読売日本サッカークラブ女子ベレーザ | 3 - 0 | フジタ天台SCマーキュリー |
|                                    |       |                          |

| 町田市立野津田公園陸上競技場 |

| 1994年3月23日 14:00 |

| 田崎ペルーレFC | 0 - 0 | TOKYO SHiDAX LSC |
|                |       |                  |
|                | PK戦  |                  |
|                | 4 - 3 |                  |

| 稲城中央公園総合グラウンド |

| 1994年3月23日 12:00 |

| シロキFCセレーナ | 6 - 0 | 広島県立廿日市高等学校 |
|                  |       |                        |

| 稲城中央公園総合グラウンド |

| 1994年3月23日 12:00 |

| 浦和本太レディースFC | 0 - 7 | 日産FCレディース |
|                      |       |                  |

| 町田市立野津田公園陸上競技場 |

| 1994年3月23日 12:00 |

| 日興證券ドリームレディース | 6 - 1 | 清水第八スポーツクラブ |
|                            |       |                        |

| 厚木市荻野運動公園競技場 |

| 1994年3月23日 12:00 |

| 苗代レディースFC | 0 - 6 | プリマハムFCくノ一 |
|                  |       |                    |

| 相模原･NCR技術研究所グラウンド |

| 1994年3月23日 14:00 |

| 旭国際バニーズ | 1 - 0 | 日本体育大学女子サッカー部 |
|                |       |                            |

| 相模原･NCR技術研究所グラウンド |

| 1994年3月23日 14:00 |

| 松下電器レディースサッカークラブ バンビーナ | 1 - 1 | 鈴与清水FCラブリーレディース |
|                                             |       |                              |
|                                             | PK戦  |                              |
|                                             | 4 - 3 |                              |

| 厚木市荻野運動公園競技場 |

### 準々決勝
| 1994年3月24日 14:00 |

| 読売日本サッカークラブ女子ベレーザ | 5 - 1 | 田崎ペルーレFC |
|                                    |       |                |

| 町田市立野津田公園陸上競技場 |

| 1994年3月24日 12:00 |

| シロキFCセレーナ | 1 - 1 | 日産FCレディース |
|                  |       |                  |
|                  | PK戦  |                  |
|                  | 5 - 3 |                  |

| 町田市立野津田公園陸上競技場 |

| 1994年3月24日 12:00 |

| 日興證券ドリームレディース | 0 - 2 | プリマハムFCくノ一 |
|                            |       |                    |

| 厚木市荻野運動公園競技場 |

| 1994年3月24日 14:00 |

| 旭国際バニーズ | 0 - 2 | 松下電器レディースサッカークラブ バンビーナ |
|                |       |                                             |

| 厚木市荻野運動公園競技場 |

### 準決勝
| 1994年3月26日 14:00 |

| 読売日本サッカークラブ女子ベレーザ | 2 - 1 | シロキFCセレーナ |
|                                    |       |                  |

| 国立西が丘サッカー場 |

| 1994年3月26日 12:00 |

| プリマハムFCくノ一 | 1 - 0 | 松下電器レディースサッカークラブ バンビーナ |
|                    |       |                                             |

| 国立西が丘サッカー場 |

### 決勝
| 1994年3月27日 14:00 |

| 読売日本サッカークラブ女子ベレーザ | 2 - 0 | プリマハムFCくノ一 |
|                                    |       |                    |

| 国立西が丘サッカー場 |